# Cradle Will Fall
Cradle Will Fall (OT: Baby Blues) ist ein US-amerikanischer Horrorfilm von den beiden Regisseuren Lars Jacobson und Amar Kaleka aus dem Jahr 2008.

## Handlung
Jimmy, der älteste Sohn einer Familie, wohnt mit seinem jüngeren Bruder Jake und seiner ebenfalls jüngeren Schwester Cathy auf einer abgelegenen Farm. Die Familie hat Nachwuchs bekommen. Das Baby Nathan hat die gesamte Aufmerksamkeit der Mutter. Der Vater arbeitet als LKW-Fahrer und ist viel unterwegs. Jimmy bemerkt, das seine Mutter immer sehr traurig wirkt. Sein Vater sagt, sie habe den Babyblues und würde sicherlich bald wieder besser gelaunt sein. Er verspricht ihm bald wieder zu kommen und erklärt ihn in seiner Abwesenheit zum Familienoberhaupt, der sich um seine jüngeren Geschwister kümmern soll.
Beim Abendessen streiten seine beiden jüngeren Geschwister. Seine Mutter dreht durch und rennt nach oben, um Baby Nathan erneut zu baden, da er schmutzig sei. Jimmy beruhigt seine Geschwister und geht dann nach seiner Mutter schauen. Er findet den leblosen Nathan auf dem Bett. Als er seiner Mutter dies mitteilen will ist die Badewanne schon am Überschäumen. Seine Mutter schubst ihn und er schlägt mit dem Kopf auf. Als er wach wird, kann er gerade noch seine Mutter davon abhalten, Cathy zu ertränken. Er belebt sie wieder und versucht einen Krankenwagen zu erreichen. Seine Mutter kappt die Telefonleitung. Jake soll mit dem Fahrrad Hilfe holen, doch seine Mutter tötet ihn mit einer Schere.
Es gelingt Jimmy mit seiner Schwester zu fliehen. Die beiden verstecken sich in einem Kornfeld, doch die Mutter verfolgt sie mit einem Mähdrescher. Schließlich verstecken sie sich im Schweinestall, wo die Mutter die Schwester mit einer Mistgabel tötet. Jimmy versucht seinen Nachbar zu Hilfe zu rufen, doch auch er fällt der Mutter zum Opfer. Schließlich erreicht er über CB-Funk seinen Vater. Doch dieser kommt zu spät.
Zurück im Haus nutzt Jimmy den Gasofen um eine Explosion hervorzurufen. Mutter und er werden ohnmächtig. Im Krankenhaus erfährt Jimmy von seinem  Vater, das seine Mutter die Explosion überlebt hat und schwanger war. Sie wäre jetzt wieder in Ordnung und sie alle könnten nach Hause gehen. 

## Hintergrund
Der Film basiert lose auf dem wahren Fall von Andrea Yates aus dem Jahr 2001. Die Mutter ertränkte ihre fünf Kinder in der Badewanne und wurde zunächst zu lebenslanger Haft verurteilt, bis sie in einem Wiederaufnahmeverfahren von der Jury freigesprochen wurde, da sie psychisch gestört war. Sie befindet sich seitdem in einem psychiatrischen Krankenhaus.
Der Film wurde in Savannah, Georgia gedreht und erschien in den Vereinigten Staaten am 5. August 2008. Eine deutschsprachige Veröffentlichung folgte am 15. Oktober 2009 auf DVD und Blu-Ray.

## Kritiken
Das Lexikon des internationalen Films urteilte: „Stimmig, effektvoll und packend inszenierter Psychothriller, der unter die Haut geht. Dabei bemüht er keine Monster und Massenmorde, sondern speist sich allein aus einem alltäglichen familiären Horror.“